# Julie Andrews
Nữ huân tước Julie Elizabeth Andrews, DBE (tên khai sinh Julia Wells; sinh ngày 1 tháng 10 năm 1935) là một diễn viên điện ảnh, ca sĩ, đạo diễn kịch nghệ, diễn viên múa người Anh. Là một nghệ sĩ tài năng, bà đoạt được nhiều giải thưởng danh giá trong gần 70 năm tham gia nghệ thuật như: Oscar, Quả cầu vàng, Emmy, Grammy, BAFTA.

## Danh mục phim

### Điện ảnh
| Năm  | Tên phim                                 | Vai diễn                                   | Ghi chú |
| ---- | ---------------------------------------- | ------------------------------------------ | --- |
| 1949 | La Rosa di Bagdad                        | Princess Zeila                             | dubbed Giọng nói for the 1952 English-language version                                                                              |
| 1964 | Mary Poppins                             | Mary Poppins                               | Academy Award for Best Actress Golden Globe Award for Best Actress – Motion Picture Musical or Comedy BAFTA Award for Best Newcomer |
| 1965 | The Americanization of Emily             | Emily Barham                               | Đề cử — BAFTA Award for Best British Actress in a Leading Role                                                                      |
| 1965 | Salzburg Sight and Sound                 | Chính mình                                 | short subject |
| 1965 | The Sound of Music                       | Maria von Trapp                            | Golden Globe Award for Best Actress – Motion Picture Musical or Comedy Đề cử — Academy Award for Best Actress                       |
| 1966 | Torn Curtain                             | Dr. Sarah Louise Sherman                   | |
| 1966 | Hawaii                                   | Jerusha Bromley                            | |
| 1967 | Think Twentieth                          | Chính mình                                 | short subject |
| 1967 | Thoroughly Modern Millie                 | Millie Dillmount                           | Đề cử — Golden Globe Award for Best Actress – Motion Picture Musical or Comedy                                                      |
| 1968 | Star!                                    | Gertrude Lawrence                          | Đề cử — Golden Globe Award for Best Actress – Motion Picture Musical or Comedy                                                      |
| 1970 | Darling Lili                             | Lili Smith (Schmidt)                       | Đề cử — Golden Globe Award for Best Actress – Motion Picture Musical or Comedy                                                      |
| 1971 | The Moviemakers                          | Chính mình (uncredited)                    | short subject |
| 1972 | Julie                                    | Chính mình                                 | documentary |
| 1974 | The Tamarind Seed                        | Judith Farrow                              | |
| 1979 | 10                                       | Samantha Taylor                            | Đề cử — Golden Globe Award for Best Actress – Motion Picture Musical or Comedy                                                      |
| 1980 | Little Miss Marker                       | Amanda Worthington                         | |
| 1981 | S.O.B.                                   | Sally Miles                                | |
| 1982 | Victor Victoria                          | Victoria Grant and Count Victor Grezhinski | Golden Globe Award for Best Actress – Motion Picture Musical or Comedy Đề cử—Academy Award for Best Actress                         |
| 1982 | Trail of the Pink Panther                | Charwoman (uncredited)                     | |
| 1983 | The Man Who Loved Women                  | Marianna                                   | |
| 1986 | That's Life!                             | Gillian Fairchild                          | Đề cử — Golden Globe Award for Best Actress – Motion Picture Musical or Comedy                                                      |
| 1986 | Duet for One                             | Stephanie Anderson                         | Đề cử — Golden Globe Award for Best Actress – Motion Picture Drama                                                                  |
| 1991 | A Fine Romance                           | Mrs. Pamela Piquet                         | Cin cin – USA title |
| 2000 | Relative Values                          | Felicity Marshwood                         | |
| 2001 | The Princess Diaries                     | Queen Clarisse Renaldi                     | |
| 2002 | Unconditional Love                       | Chính mình (uncredited)                    | performer: Getting to Know You |
| 2003 | Eloise at the Plaza                      | Nanny                                      | |
| 2003 | Eloise at Christmastime                  | Nanny                                      | |
| 2004 | Shrek 2                                  | Queen Lillian                              | Giọng nói |
| 2004 | The Princess Diaries 2: Royal Engagement | Queen Clarisse Renaldi                     | |
| 2007 | Shrek the Third                          | Queen Lillian                              | Giọng nói |
| 2007 | Enchanted                                | Narrator                                   | Giọng nói |
| 2010 | Tooth Fairy                              | Lily                                       | |
| 2010 | Shrek Forever After                      | Queen Lillian                              | Giọng nói |
| 2010 | Despicable Me                            | Marlena, Gru's Mom                         | Giọng nói |
| 2022 | Minions: Sự trỗi dậy của Gru             | Marlena, Mẹ của Gru                        | Lồng tiếng |

### Truyền hình
| Năm     | Tên phim                                                           | Vai diễn               | Ghi chú                                                                       |
| ------- | ------------------------------------------------------------------ | ---------------------- | ----------------------------------------------------------------------------- |
| 1956    | Ford Star Jubilee                                                  | Lise                   | High Tor                                                                      |
| 1957    | Rodgers and Hammerstein's Cinderella                               | Cinderella             | Original live broadcast, 31 March                                             |
| 1959    | Hans Christian Andersen's The Gentle Flame                         | Trissa                 | BBC broadcast 25 December                                                     |
| 1962    | Julie and Carol at Carnegie Hall                                   | Chính mình             |                                                                               |
| 1965    | The Julie Andrews Show                                             | Khách mời              |                                                                               |
| 1969    | A World in Music                                                   | Chính mình             | "An Evening with Julie Andrews and Harry Belafonte"                           |
| 1971    | Julie and Carol at Lincoln Center                                  | Chính mình             |                                                                               |
| 1972–73 | The Julie Andrews Hour                                             | Khách mời              |                                                                               |
| 1973    | Julie on Sesame Street                                             | Chính mình             |                                                                               |
| 1974    | Julie and Dick at Covent Garden                                    | Chính mình             |                                                                               |
| 1974    | Julie and Jackie: How Sweet It Is                                  | Chính mình             |                                                                               |
| 1975    | Julie: My Favorite Things                                          | Chính mình             |                                                                               |
| 1978    | Julie Andrews: One Step Into Spring                                | Chính mình – Khách mời |                                                                               |
| 1987    | Julie Andrews: The Sound of Christmas                              | Chính mình             |                                                                               |
| 1989    | Julie & Carol: Together Again                                      | Chính mình             |                                                                               |
| 1990    | Julie Andrews in Concert                                           | Chính mình             |                                                                               |
| 1991    | Our Sons                                                           | Audrey Grant           | aka Too Little, Too Late                                                      |
| 1992    | Julie                                                              | Julie Carlisle         | Series cancelled after 3 months                                               |
| 1993    | Sound of Orchestra                                                 |                        |                                                                               |
| 1999    | One Special Night                                                  | Catherine              |                                                                               |
| 2001    | On Golden Pond                                                     | Ethel Thayer           |                                                                               |
| 2003    | Eloise at the Plaza                                                | Nanny                  | TV Movie                                                                      |
| 2003    | Eloise at Christmastime                                            | Nanny                  | TV Movie                                                                      |
| 2004    | Broadway: The American Musical                                     | Chính mình             | Narrator / Khách mời of six part PBS documentary series about Musical Theater |
| 2009    | Great Performances: "From Vienna: The New Year's Celebration 2009" | Chính mình             | Narrator / Khách mời, succeeding Walter Cronkite                              |
| 2010    | Todos contra Juan                                                  | Chính mình             | Argentinian TV sitcom                                                         |

### Sân khấu
| Năm  | Kịch phẩm           | Vai diễn        | Ghi chú                                                                |
| ---- | ------------------- | --------------- | ---------------------------------------------------------------------- |
| 1954 | The Boy Friend      | Polly Brown     |                                                                        |
| 1956 | My Fair Lady        | Eliza Doolittle | Đề cử — Tony Award for Best Actress in a Musical                       |
| 1961 | Camelot             | Queen Guinevere | Đề cử — Tony Award for Best Actress in a Musical                       |
| 1993 | Putting It Together | Amy             |                                                                        |
| 1995 | Victor/Victoria     | Victor/Victoria | Đề cử — Tony Award for Best Actress in a Musical (nomination declined) |

## Danh dự
| Năm  | Giải thưởng                        | Hạng mục                                                                      | Kết quả    | Cho |
| ---- | ---------------------------------- | ----------------------------------------------------------------------------- | ---------- | --- |
| 1955 | Theatre World Award                | Outstanding Broadway Debut                                                    | Thắng giải | The Boy Friend                                                                                                 |
| 1957 | Tony Award                         | Best Actress in a Musical                                                     | Đề cử      | My Fair Lady                                                                                                   |
| 1957 | Emmy Award                         | Best Actress in a Single Performance – Lead or Support                        | Đề cử      | Rodgers and Hammerstein's Cinderella (CBS)                                                                     |
| 1961 | Tony Award                         | Best Actress in a Musical                                                     | Đề cử      | Camelot |
| 1964 | Academy Award                      | Best Actress                                                                  | Thắng giải | Mary Poppins                                                                                                   |
| 1964 | Golden Globe                       | Best Actress – Musical or Comedy                                              | Thắng giải | Mary Poppins                                                                                                   |
| 1964 | BAFTA                              | Most Promising Newcomer                                                       | Thắng giải | Mary Poppins                                                                                                   |
| 1964 | Laurel Awards                      | Musical Performance, Female                                                   | Thắng giải | Mary Poppins                                                                                                   |
| 1964 | Grammy Awards                      | Best Recording For Children                                                   | Thắng giải | Mary Poppins (Album)                                                                                           |
| 1965 | Emmy Award                         | Outstanding Individual Achievements in Entertainment (Actors and Performers)  | Đề cử      | The Andy Williams Show                                                                                         |
| 1965 | Academy Award                      | Best Actress                                                                  | Đề cử      | The Sound of Music                                                                                             |
| 1965 | Golden Globe                       | Best Actress – Musical or Comedy                                              | Thắng giải | The Sound of Music                                                                                             |
| 1965 | BAFTA                              | Best British Actress                                                          | Đề cử      | The Sound of Music                                                                                             |
| 1965 | Laurel Awards                      | Musical Performance, Female                                                   | Thắng giải | The Sound of Music                                                                                             |
| 1966 | BAFTA                              | Best British Actress                                                          | Đề cử      | The Americanization of Emily                                                                                   |
| 1967 | Golden Globe                       | Best Actress – Musical or Comedy                                              | Đề cử      | Thoroughly Modern Millie                                                                                       |
| 1967 | Golden Globe                       | Henrietta Award – World Film Favourite – Female                               | Thắng giải | |
| 1967 | Laurel Awards                      | Female Comedy Performance                                                     | Thắng giải | Thoroughly Modern Millie                                                                                       |
| 1967 | Laurel Awards                      | Female Star                                                                   | Thắng giải | |
| 1968 | Golden Globe                       | Best Actress – Musical or Comedy                                              | Đề cử      | Star! |
| 1968 | Golden Globe                       | Henrietta Award – World Film Favourite – Female                               | Thắng giải | |
| 1970 | Golden Globe                       | Best Actress – Musical or comedy                                              | Đề cử      | Darling Lili                                                                                                   |
| 1972 | Emmy Award                         | Outstanding Single Programme – Variety or Musical – Variety and Popular Music | Đề cử      | Julie and Carol at Lincoln Center                                                                              |
| 1973 | Golden Globes                      | Best Motion Picture Actress – Musical/Comedy                                  | Đề cử      | The Julie Andrews Hour                                                                                         |
| 1973 | Emmy Awards                        | Outstanding Variety Musical Series                                            | Thắng giải | The Julie Andrews Hour                                                                                         |
| 1979 | Golden Globe                       | Best actress – Musical or Comedy                                              | Đề cử      | 10 |
| 1981 | Emmy Award                         | Outstanding Individual Achievement in Children's Programming – Performers     | Đề cử      | Julie Andrews' Invitation to the Dance with Rudolph Nureyev (The CBS Festival of Lively Arts For Young People) |
| 1982 | Academy Award                      | Best Actress                                                                  | Đề cử      | Victor Victoria                                                                                                |
| 1982 | Golden Globe                       | Best Actress – Musical or Comedy                                              | Thắng giải | Victor Victoria                                                                                                |
| 1983 | Hasty Pudding Theatricals          | Woman of the Year                                                             | Thắng giải | |
| 1983 | People's Choice Award              | Film Acting                                                                   | Thắng giải | |
| 1986 | Golden Globe                       | Best Actress – Musical or Comedy                                              | Đề cử      | That's Life!                                                                                                   |
| 1986 | Golden Globe                       | Best Actress – Drama                                                          | Đề cử      | Duet for One                                                                                                   |
| 1991 | Disney Legend                      | In Film                                                                       | Thắng giải | |
| 1993 | Women in Film                      | Crystal Award                                                                 | Recipient  | |
| 1995 | Emmy Awards                        | Outstanding Individual Performance in a Variety or Music Programme            | Đề cử      | The Sound of Julie Andrews                                                                                     |
| 1996 | Tony Award                         | Best Actress in a Musical**DECLINED NOMINATION                                | Đề cử      | Victor/Victoria                                                                                                |
| 1996 | Grammy Award                       | Best Traditional Pop Vocal Performance                                        | Đề cử      | "Broadway: The Music Of Richard Rodgers"                                                                       |
| 2001 | Kennedy Center Honors              | Kennedy Center Honoree                                                        | Thắng giải | |
| 2001 | Society of Singers                 | Society of Singers Life Achievement                                           | Thắng giải | Lifetime Achievement                                                                                           |
| 2001 | Donostia Award                     | San Sebastian International Film Festival                                     | Thắng giải | Lifetime Achievement                                                                                           |
| 2004 | Emmy Awards                        | Supporting Actress, Miniseries or a Film                                      | Đề cử      | Eloise at Christmastime                                                                                        |
| 2004 | Golden Plate Award                 | Academy of Achievement                                                        | Thắng giải | |
| 2005 | Emmy Awards                        | Outstanding Nonfiction Series                                                 | Thắng giải | Broadway: The American Musical                                                                                 |
| 2006 | Screen Actors Guild                | Life Achievement Award                                                        | Thắng giải | Lifetime Achievement                                                                                           |
| 2009 | UCLA George and Ira Gershwin Award | Lifetime Musical Achievement                                                  | Thắng giải | Lifetime Musical Achievement                                                                                   |
| 2011 | Prince Rainier Award               | Outstanding contribution to motion picture, television and theatre arts       | Recipient  | |
| 2011 | Grammy Awards                      | Grammy Lifetime Achievement Award                                             | Thắng giải | Lifetime Achievement                                                                                           |
| 2011 | Grammy Awards                      | Best Spoken Word Album For Children                                           | Thắng giải | Julie Andrews' Collection of Poems, Songs and Lullabies                                                        |